# Strada statale 595 di Mazzè
La ex strada statale 595 di Mazzè (SS 595), ora strada provinciale 595 di Mazzè (SP 595), era una strada statale italiana che fungeva da collegamento interprovinciale; è classificata ora come strada provinciale in tutto il suo itinerario.

## Percorso
La strada ha origine a Caluso, dalla strada statale 26 della Valle d'Aosta ed è una tipica strada di pianura. Nel suo breve tracciato attraversa i comuni di Mazzè (che dà il nome alla strada) e Villareggia, arrivando quindi a Cigliano.

## Storia
Già inserita nel piano generale delle strade aventi i requisiti di statale del 1959, è solo col decreto del Ministro dei lavori pubblici del 16 luglio 1969 che viene elevata a rango di statale con i seguenti capisaldi d'itinerario: "Innesto strada statale n. 26 in Caluso - Mazzè - innesto strada statale n. 11 in Cigliano".
Col decreto del Ministro dei lavori pubblici del 16 luglio 1969 la tangenziale esterna all'abitato di Caluso viene inserita nell'itinerario della strada statale 26 della Valle d'Aosta e, contestualmente, un tratto dismesso di quest'ultima viene incorporato nell'itinerario della SS 595 portando ad una lunghezza complessiva di 13,505 km 3 variando il caposaldo iniziale in "Innesto strada statale n. 26 presso Caluso".
In seguito al decreto legislativo n. 112 del 1998, dal 2001, la gestione è passata dall'ANAS alla Regione Piemonte che ha provveduto al trasferimento dell'infrastruttura al demanio della Provincia di Torino e alla Provincia di Vercelli per le porzioni territorialmente competenti.